# Mercer (motorfiets)
Mercer is een historisch motorfietsmerk.
De Britse constructeur A.C. Mercer bouwde in 1961 een tweetakt stermotor met zes cilinders. De krukas zat vast gemonteerd en de cilinders draaiden dus rond. De motor had een compressor voor de mengselverzorging.